# William Clark
William Clark (Condado de Caroline, 1 de agosto de 1770 – St. Louis, 1 de setembro de 1838) foi um explorador americano, soldado, agente indígena e governador territorial. Nascido na Virgínia, ele cresceu no estado de Kentucky, antes de mais tarde se estabelecer no que se tornou o estado de Missouri. Clark também era fazendeiro e proprietário de escravos.
Junto com Meriwether Lewis, Clark liderou a Expedição Lewis e Clark de 1804-1806 em razão da Compra da Louisiana até o Oceano Pacífico, o primeiro grande esforço para explorar e mapear muito do que agora é o Oeste dos Estados Unidos e para fazer valer as reivindicações americanas sobre o Pacífico Noroeste. Antes da expedição, ele serviu em uma milícia e no Exército dos Estados Unidos. Depois disso, ele serviu em uma milícia e como governador do Território do Missouri. De 1822 até sua morte em 1838, ele atuou como Superintendente de Assuntos Indígenas.

## Expedição Lewis e Clark
Em 1796 e aposentou-se devido a problemas de saúde, embora tivesse apenas 26 anos. Ele voltou para Mulberry Hill, a plantação de sua família perto de Louisville. 
Em 1803, Meriwether Lewis recrutou Clark, então com 33 anos, para compartilhar o comando do recém-formado Corpo de Descoberta, cuja missão era explorar o território da comprado da Louisiana, estabelecer comércio com os nativos americanos e a soberania dos Estados Unidos. Eles deveriam encontrar uma via navegável dos Estados Unidos ao Oceano Pacífico e reivindicar o território do Oregon para os Estados Unidos antes que as nações europeias o fizessem. Clark passou três anos na expedição à costa do Pacífico. Um proprietário de escravos conhecido por lidar duramente com seus escravos, ele trouxe York, um de seus escravos, com ele. As nações indígenas trataram York com respeito, e muitos dos nativos americanos estavam interessados em sua aparência, que "desempenhou um papel fundamental nas relações diplomáticas".
Embora Clark tenha sido recusado a promoção ao posto de capitão quando Thomas Jefferson pediu ao Senado para nomeá-lo, por insistência de Lewis, ele exerceu autoridade igual e continuou a missão. Clark se concentrou principalmente no desenho de mapas, no gerenciamento dos suprimentos da expedição e na liderança de expedições de caça para fins de caça.

## Nações indígenas e guerra
Em 1807, o presidente Thomas Jefferson nomeou Clark como o general de brigada da milícia no Território da Louisiana e o agente dos Estados Unidos para assuntos indígenas. Na época, o comércio era uma meta importante e os EUA estabeleceram o sistema fabril. O governo e seus nomeados licenciaram comerciantes para estabelecer feitorias em território nativo americano. As relações com os nativos americanos eram administradas no que se tornou o Departamento de Guerra. Clark estabeleceu sua sede em St. Louis, Missouri, onde moraria pelo resto de sua vida.
Lá ele se tornou um membro dos maçons, um grupo secreto fraternal. Os registros de sua iniciação não existem, mas em 18 de setembro de 1809, Saint Louis Lodge No. 111 emitiu um certificado de viagem para Clark.
Como recompensa por suas contribuições durante a expedição ao Pacífico, Lewis e Clark receberam cargos no governo. Jefferson nomeou Meriwether Lewis governador territorial da Alta Louisiana, comandante-chefe da milícia e superintendente de Assuntos Indígenas. Embora estivesse encarregado dos assuntos indígenas, Clark estava sob a supervisão do governador do Território da Louisiana. O governador deu a palavra final sobre todas as decisões tomadas no território. Embora Clark tivesse os deveres primários de lidar com os nativos americanos, "o governador territorial detinha o título de superintendente ex officio dos assuntos indígenas.
As experiências de Clark durante sua expedição através do continente deram-lhe as ferramentas para ser o candidato ideal a diplomata para os nativos americanos. Esses foram os motivos de Jefferson para dar a Clark essas funções, embora só depois da presidência de Madison o título de Clark se tornasse oficial. O presidente James Madison nomeou Clark como governador territorial do Missouri e, portanto, superintendente ex officio dos assuntos indígenas naquela região, durante os verões de 1808 e 1813. No período anterior, Clark desempenhava as mesmas funções que teria se tivesse o título. Durante os anos em que Clark ocupou o cargo de governador Lewis, ele esteve continuamente envolvido na tomada de decisões com ele. Clark era consultado sobre assuntos regularmente.
A diplomacia indiana ocupou grande parte do tempo de Clark; o zeloso soldado e burocrata nunca vacilou em seu compromisso com uma agenda nacional expansionista que esperava que os índios entregassem suas terras, abandonassem seus métodos tradicionais e concordassem com os ditames do governo dos Estados Unidos. Mas ele estava ciente das consequências e demonstrou preocupação genuína com a situação dos nativos indigentes cada vez mais ameaçados de extinção. As expedições de Clark e o assentamento na fronteira deram a ele visões e sentimentos únicos em relação aos nativos americanos. Ele se sentia como se tivesse uma mão firme quando era necessário, mas ao mesmo tempo ele tinha paixão por eles como pessoas que ainda merecem direitos. Às vezes, dizia-se que ele era muito compassivo.
Clark reconheceu o nacionalismo dos índios, sua história, língua, cultura e território e os tratados negociados entre as várias nações e os seus. Ele tentou proteger os índios e preservar sua cultura removendo-os das influências da sociedade branca, fornecendo inoculações que salvavam vidas, pintando seus retratos e montando um museu de artefatos indígenas. Ao mesmo tempo, ele removeu os índios de suas terras ancestrais; encorajou programas federais de "civilização" e "educação" para mudar estilos de vida, crenças religiosas e práticas culturais nativas; e geralmente promoveu os interesses dos cidadãos americanos sobre as necessidades e desejos dos índios.
Durante a Guerra de 1812, Clark liderou várias campanhas, entre elas em 1814, uma ao longo do rio Mississippi, até a área de Prairie du Chien. Ele estabeleceu o breve Fort Shelby, o primeiro posto no que hoje é Wisconsin. Logo, o posto foi capturado pelos britânicos. Quando o Território do Missouri foi formado em 1813, Clark foi nomeado governador pelo Presidente Madison. Ele foi reconduzido ao cargo por Madison em 1816 e em 1820 pelo presidente Monroe. 

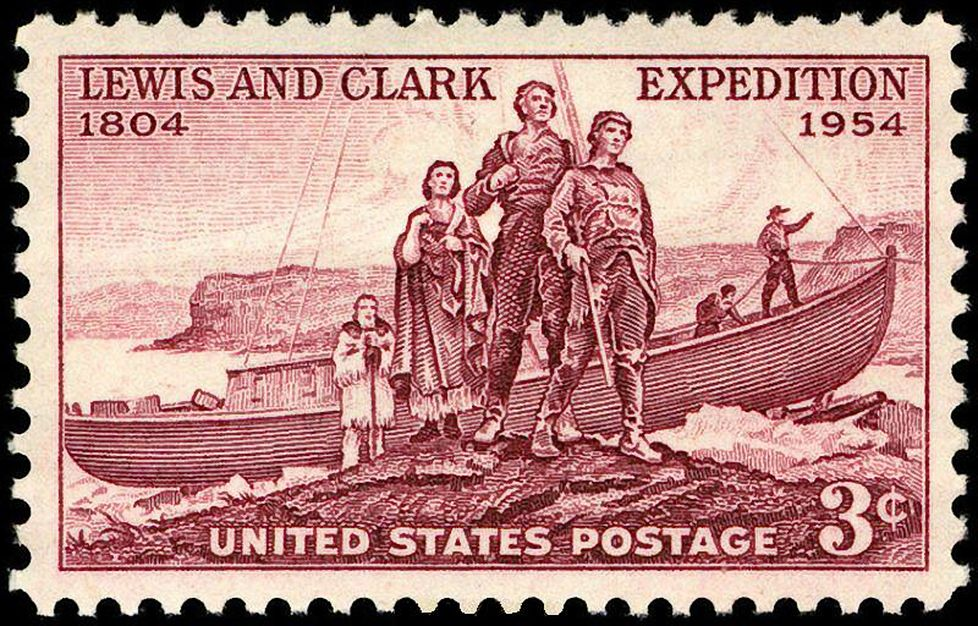
Lewis e Clark, edição de 1954

William Clark compareceu perante o juiz da Suprema Corte, John B.C. Lucas, em St. Louis, em 6 de julho de 1813, para fazer o juramento de governador do Território do Missouri. O caminho de Clark para uma nomeação para governador foi longo e complexo. Após a nomeação de Lewis por Jefferson, Clark o apoiou e às vezes assumiu o papel de governador sem ocupar um cargo oficial, devido às complicações de Lewis na vida, fossem dívidas, solidão ou bebida. Após a morte de Lewis em 1809, Clark se recusou a assumir o cargo por vários motivos.
Na época em que foi nomeado governador, Clark apreciava suas próprias capacidades e as abraçou em vez de rejeitá-las. Quando ele assumiu o cargo, os Estados Unidos estavam envolvidos na guerra de 1812 com os britânicos. Clark temia a influência que os britânicos teriam sobre os nativos americanos. As táticas britânicas incluiriam o uso de índios como aliados na luta contra os Estados Unidos.
Em 1822, Clark foi nomeado Superintendente de Assuntos Indígenas pelo presidente James Monroe, um novo cargo criado pelo Congresso depois que o sistema de fábrica foi abolido. Clark serviu nessa posição até sua morte; seu título mudou com a criação do Escritório de Assuntos Indígenas em 1824 e, finalmente, o Escritório de Assuntos Indígenas em 1829, ambos dentro do Departamento de Guerra. De 1824 a 1825, ele foi também nomeado agrimensor geral de Illinois, Missouri e do Território de Arkansas. Foi nessa época que Clark recebeu um cachimbo raras ou calumet como um presente de um Potowatomi chefe no Missouri. O cachimbo faz parte da coleção do Museu Britânico.

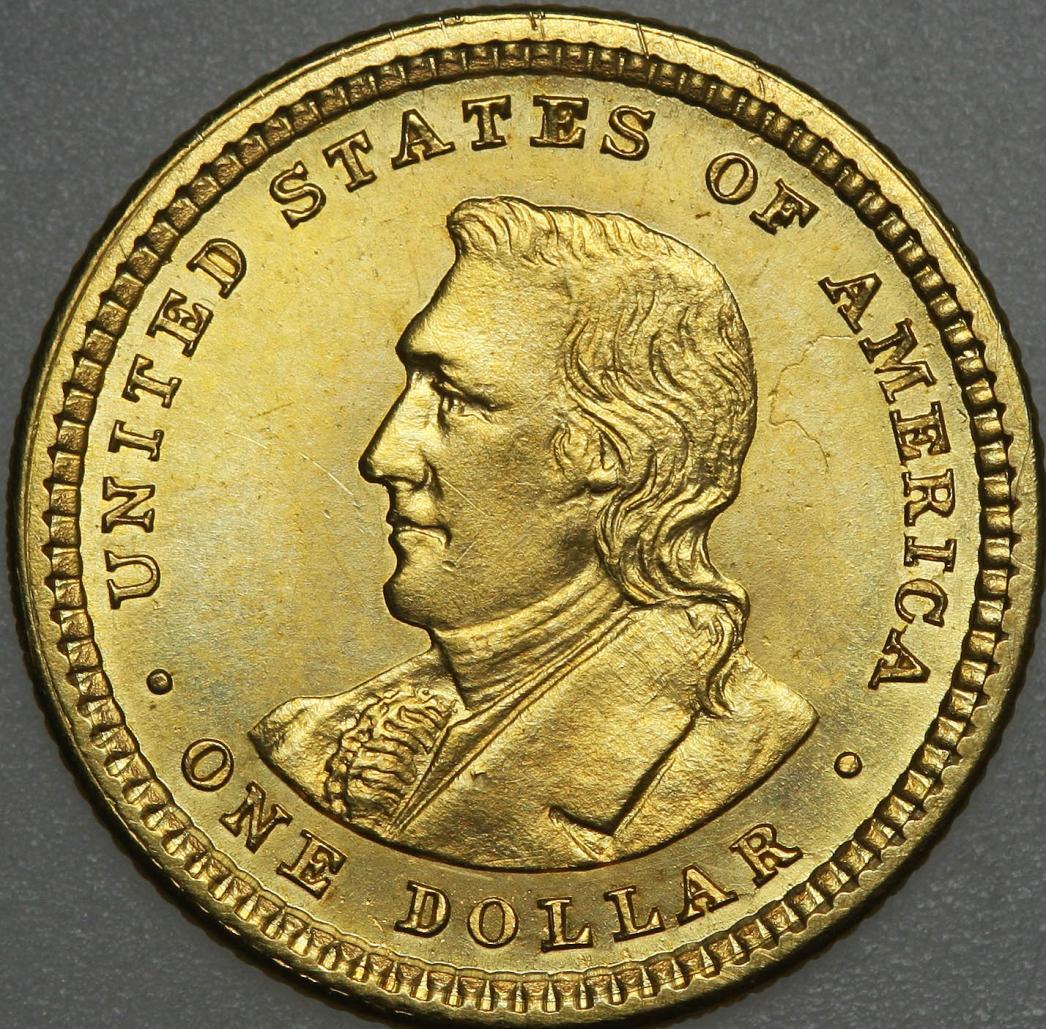
Clark retratado no dólar da Exposição de Lewis e Clark comemorativo de 1904–05

Como Superintendente de Assuntos Indígenas, Clark era o homem mais importante em assuntos indígenas americanos a oeste do Mississippi. Como superintendente em St. Louis, Clark assumiu algumas funções adicionais: ele emitiu licenças e concedeu passaportes para comerciantes e viajantes; forneceu pagamentos por danos e injustiças para brancos e índios; invocou a força militar para prender os infratores; hostilidades prevenidas ou encerradas entre tribos; removeu pessoas não autorizadas do país indiano ou confiscou suas propriedades; limites estabelecidos, marcados e pesquisados; distribuiu anuidades e certificou-se de que as disposições do tratado fossem cumpridas; e administrou conselhos de tratado. Dos quatro superintendentes de assuntos indígenas, os outros eram os governadores dos territórios de Michigan, Flórida e Arkansas; Clark tinha de longe a maior superintendência.
Embora Clark tentou manter relações pacíficas com as nações indígenas e tratados de paz negociados, ele estava envolvido com o Presidente Andrew Jackson na política de remoção indiana. Isso incluía "seu dever de supervisionar a remoção". Ele conseguiu retaliação contra Black Hawk e seus aliados na Guerra Black Hawk, quando as hostilidades surgiram entre eles e os americanos. Clark emitiu "uma ordem de extermínio", que deu a Lewis Cass, um homem que desempenhou um papel central na política de remoção de Jackson.
 

Clark acreditava na ideologia jeffersoniana na qual a assimilação seria o melhor curso de ação para os nativos americanos. No entanto, no final, a realocação dos índios de suas terras natais tornou-se o principal objetivo do governo. A posição governamental de Clark em assuntos indígenas americanos o manteve na vanguarda de incontáveis relocações. Ele expressou simpatia por essas tribos desenraizadas e promoveu seus interesses como os entendia, no entanto, concordou e implementou a política de remoção de índios, negociando 37, ou um décimo, de todos os tratados ratificados entre os índios americanos e os Estados Unidos. Ao longo de sua carreira, milhões de acres passaram de propriedade de índios para americanos pelas mãos de Clark.